# Procepon insolitum
Procepon insolitum är en kräftdjursart som beskrevs av Sueo M. Shiino 1937. Procepon insolitum ingår i släktet Procepon och familjen Bopyridae. Inga underarter finns listade i Catalogue of Life.